# Plusaetis parus
Plusaetis parus är en loppart som först beskrevs av Hamilton Paul Traub 1950.  Plusaetis parus ingår i släktet Plusaetis och familjen fågelloppor. Inga underarter finns listade i Catalogue of Life.